# Raffaele Cassitto
Raffaele Cassitto (Lucera, 15 settembre 1803 – Portici, 3 dicembre 1873) è stato un politico italiano.

## Biografia
Figlio di Francesco Paolo e Irene Gasparri, Raffaele Cassitto appartenne a nobile famiglia originaria di Bonito (nell'allora provincia di Principato Ultra) e di ascendenza tedesca che diede i natali a molti uomini illustri tra cui gli zii paterni Luigi Vincenzo, Giovanni Antonio, e Federico, il primo eminente teologo domenicano, il secondo letterato e giurista e il terzo noto economista.
Laureato in giurisprudenza, fu imprigionato per motivi politici assieme al padre che, già sostenitore della Repubblica Napoletana del 1799, animò con i fratelli Salvatore e Giulio anche i moti del 1820 fondando la "vendita" Vita Premiata.
Raffaele Cassitto fu poi scarcerato nel 1824, ma per le traversie sofferte dovette vendere tutti i suoi beni, ritirandosi in meditazione per quindici anni ad Alberona, sui monti della Daunia.
Tornato alla vita attiva fu socio dell'Accademia Reale delle Scienze e membro della Società Economica di Capitanata, dal 1832 al 1837 di consigliere distrettuale mentre nel 1846 venne nominato consigliere d'Intendenza a Foggia in Capitanata e poi a Potenza - ove diede esempio di abnegazione in occasione del terremoto del 1857 - venendo quindi nel 1859 destinato a Napoli presso il Ministero dell'interno e poi nominato dalla Regia Luogotenenza nel 1861 dapprima governatore della Calabria Ultra e poi prefetto di Reggio Calabria.
Nel 1861 fu nominato Commendatore ed insignito della croce di cavaliere di S. Maurizio e Lazzaro.
Nel 1862 per motivi di salute e familiari si pose in aspettativa, ma per le sue qualità fu richiamato in servizio poco dopo e venne destinato a Noto come Prefetto ricoprendo poi lo stesso incarico a Pesaro, Grosseto, Massa Carrara e Benevento (1870-1872).
Costretto dalla malferma salute, nel luglio 1872 si pose nuovamente in congedo e pochi mesi dopo ebbe per alti meriti la nomina a Senatore del Regno, ma colpito da apoplessia si ritirò dapprima in Napoli e poi a Portici, dove morì a seguito di un secondo attacco.